# Mala Slobidka, Camenița
Mala Slobidka (în ucraineană Мала Слобідка) este un sat în comuna Ustea din raionul Camenița, regiunea Hmelnîțkîi, Ucraina.

## Demografie
Componența lingvistică a localității Mala Slobidka
     Ucraineană (98,32%)
     Rusă (1,68%)
Conform recensământului din 2001, majoritatea populației localității Mala Slobidka era vorbitoare de ucraineană (98,32%), existând în minoritate și vorbitori de rusă (1,68%).